# Numa Gilly
Pour les articles homonymes, voir Gilly.
Numa Gilly, né le 6 août 1834 à Sommières et mort le 30 avril 1895 à Nîmes, est un homme politique français. 

## Biographie
Tonnelier devenu député-maire de Nîmes, le socialiste anti-opportuniste Numa Gilly acquiert une notoriété nationale en septembre 1888, quand il accuse de corruption la majorité des membres de la commission du budget. Il est poursuivi et condamné en 1889 pour ces propos, qu'il a réitérés dans un livre (Mes dossiers, introduit par Élie Peyron et préfacé par Auguste Chirac) et qui font le jeu de l'antiparlementarisme boulangiste.

## Mandats
- Maire de Nîmes (1888, 1889, 1890)
- Député du Gard (1885-1889)